# NYC Taxi
„NYC Taxi“ je osmý singl estonské zpěvačky Getter Jaani z alba DNA. Premiéra písně se konala 3. března 2012 ve finále estonského národního kola Eesti Laul v Estonsku na scéně spolu s patesáti tanečníky. Videoklip byl natočen v New Yorku.

## Seznam skladeb
1. "NYC Taxi" — 3:45

## Umístění v žebříčcích
| Žebříčky (2012)           | Nejlepší pozice |
| ------------------------- | --------------- |
| Raadio Uuno, Eesti Top 40 | 30              |
| Sky Plus Top 40           | 12              |